# Келлер, Клейтон
Клейтон Келлер (англ. Clayton Keller; 29 июля 1998, Честерфилд) — американский профессиональный хоккеист, нападающий и капитан клуба НХЛ «Юта Маммот». Участник драфта НХЛ 2016 года, был выбран в 1-м раунде под общим 7-м номером командой «Аризона Койотис». Чемпион мира 2025 года в составе сборной США.

## Игровая карьера
В 2014 году Келлер начал свою карьеру на юношеском уровне в команде Юниорской сборной США, которая выступает в USHL, и ушёл из неё в 2016 году. Набрав 189 очков за 3 года, Клейтон установил новый рекорд по этому показателю за всю историю команды, опередив таких игроков, как Фил Кессел, Патрик Кейн и Остон Мэттьюс.
В сезоне 2016/17 Келлер перешёл в команду Бостонского университета «Терьерс», выступающей в одной из хоккейной конференций Национальной ассоциации студенческого спорта, Ассоциации Hockey East, где он стал лидером команды, забив 21 гол и отдав 24 голевых передачи в 31 матче. По итогам сезона Клейтон был назван лучшим новичком сезона в лиге.

### НХЛ
На драфте НХЛ 2016 года Келлер был выбран в 1-м раунде под общим 7-м номером командой «Аризона Койотис». 26 марта 2017 года Клейтон подписал трехлетний контракт новичка с «Аризоной» и в этом же сезоне дебютировал в НХЛ против команды «Сент-Луис Блюз». В следующем матче, против «Блюз», он заработал свое 1-е очко в НХЛ, отдав голевую передачу.
В октябре 2017 года Келлер был признан лучшим новичком месяца в НХЛ.
22 апреля 2018 года Клейтон был номинирован на приз Колдер Трофи, но уступил нападающему «Нью-Йорк Айлендерс» Мэтью Барзалу.
4 сентября 2019 года Келлер подписал с «Аризоной» новый контракт на 8 лет и сумму 57,2 млн долларов, который начинает действовать с сезона 2020/21.
13 января 2022 года был вызван на матч всех звёзд НХЛ.

### Международная карьера
В ноябре 2014 года Келлер в составе юношеской сборной США по хоккею выиграл серебряные медали Мирового кубка вызова, где стал лучшим бомбардиром турнира, набрав 13 очков в 6 играх. В 2015 году Клейтон был членом сборной США на юниорском чемпионате мира и выиграл золотые медали турнира.
В 2016 году на своем втором юниорском чемпионате мира Келлер был назван MVP турнира, завоевав с командой бронзовые медали.
На чемпионате мира среди молодёжи 2017 года Келлер стал лидером сборной США и выиграл золотые медали. Клейтон вошёл в команду звезд турнира.
На взрослом уровне дебютировал на чемпионате мира 2017 года, сыграв 3 матча.
В 2025 году Клейтон был назначен капитаном основной сборной США на Чемпионате мира 2025, на котором сборная США выиграла золото.

## Статистика
| Легенда | Легенда                    | Легенда | Легенда                   | Легенда | Легенда    |
| ------- | -------------------------- | ------- | ------------------------- | ------- | ---------- |
| И       | Количество проведённых игр | Штр     | Штрафное время            | +/−     | Плюс-минус |
| Г       | Голы                       | П       | Голевые передачи          | О       | Очки       |
| -       | Статистика неизвестна      | —       | Статистика не учитывалась |         |            |